# طاق گرا
بنای طاق گرا (تاق گرا) یا طاق شیرین یک اثر باستانی در ایران، مربوط به دوره ساسانیان و بنای یاد بود گرا که یک اشراف زاده و سردار بنام ساسانی بود می باشد. این طاق را باستان شناسان مانند یک ایستگاه مرزی تشخیص داده‌اند.
این اثر در گردنه پاطاق بر سر راه کرمانشاه به سرپل ذهاب و در ۱۵ کیلومتری شهرستان سرپل ذهاب در کنار راه باستانی سنگفرشی بنا شده که فلات ایران را به بین‌النهرین ارتباط می‌داده‌است. به علت تغییر مسیر، این راه و بنای تاق گرا اکنون در شیب‌های پائین جاده آسفالته قرار گرفته‌است.
از نظر معماری، بنای تاق‌گرا، فضای ایوان مانندی است که تماماً از سنگ ساخته شده‌است. این بنای مستطیل شکل به ابعاد ۸۶/۴*۷۰/۷ متر است که ورودی آن به طرف جنوب و مشرف بر جاده سنگفرش باستانی است. از لحاظ ساختاری، این بنا به وسیله بلوک‌های سنگی ساخته شده‌است که به صورت مکعب مستطیل تراشیده شده‌اند. مصالح داخلی دیوارها نیز از لاشه سنگ و ملاط گچ است. دیوارهای جناحین این بنا تا حدودی بلندتر ساخته شده‌اند تا بتوانند سقف تاق را کاملاً مسطح نمایند. ارتفاع کف بنا از سطح زمین ۲۰/۱ متر و ارتفاع از کف تا لبه قوس ۹۲/۵ متر و از لبه قوس تا زیر گیلویی اول ۲۰/۱ متر است. همچنین بلندی افریز اول ۶۰ سانتی‌متر است که بر روی آن یک ردیف بلوک سنگی ساده به بلندی ۴۵ سانتی‌متر قرار گرفته‌است. بر روی این بخش، سنگ‌های تزئینی افریز دوم قرار دارد. همچنین در بالاترین بخش بر روی لبه بام بنا، یک ردیف کنگره به ارتفاع ۹۲ سانتی‌متر قرار گرفته‌است؛ بنابراین ارتفاع بنا از سطح زمین تا بالاترین نقطه ۷/۱۱ متر است. همچنین عرض دهانه طاق ۱۰/۴ متر و عمق آن ۱۰/۳ متر می‌باشد. دیوارهای داخلی این بنا به وسیله نقوش هندسی حجاری شده‌است.
در مورد زمان ساخت این بنا اختلاف نظرهایی وجود دارد برخی آن را به دوره اشکانی و برخی دیگر آن را به دوره ساسانی نسبت می‌دهند. اما آنطور که از مدارک باستانشناسی به دست آمده ظاهراً این بنا در اواخر دوره ساسانی و احتمالاً زمان حکومت خسرو دوم (۶۲۸–۵۹۰م) ساخته شده‌است. اگرچه تاکنون کارکرد واقعی این بنا مشخص نشده، اما برای آن کارکردهای متفاوتی از جمله «یادگار احداث راه کاروانرو»، «توقف گاه موکب شاهی»، «اریکه سلطنتی»، «پاسگاه مرزی» و «بنای یادبودی از پیروزی» ذکر کرده‌اند.
برای دیدن این اثر، حدود ۲۰۰ متر بعد از ایست بازرسی معروف پاتاق وارد جاده فرعی در سمت چپ جاده اصلی شده و پس از طی مسافتی حدود ۵۰۰ متر می‌توان به محل مورد نظر رسید.
نشانی=https://dobaresafar.ir/آشنایی-با-طاق-گرا-کرمانشاه/%7Cوبگاه=مجله گردشگری دوباره سفر|تاریخ=2021-11-17|بازبینی=2021-12-24|کد زبان=fa-IR}}</ref>

## نگارخانه

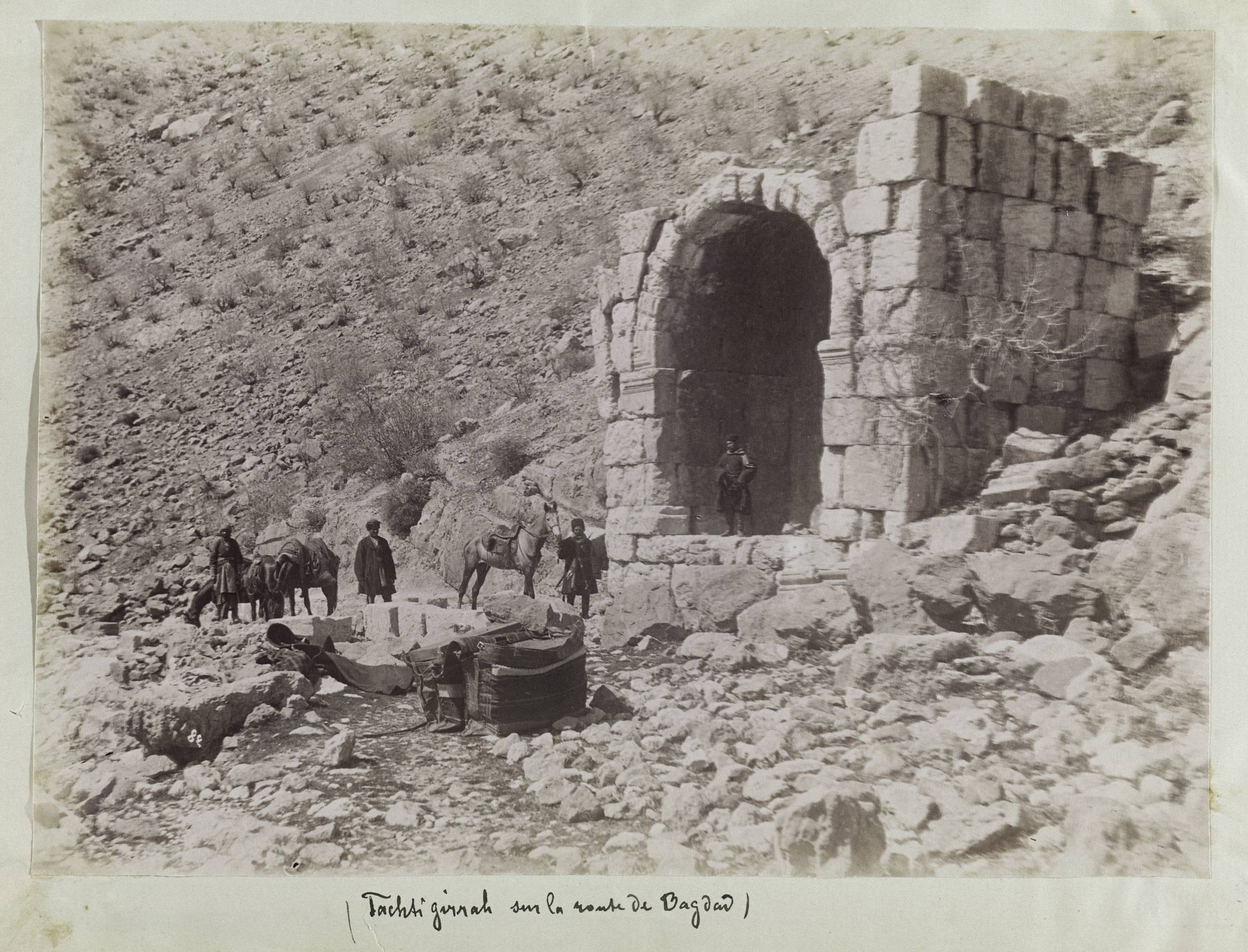
عکس طاق گرا در دههٔ ۱۸۹۰ میلادی
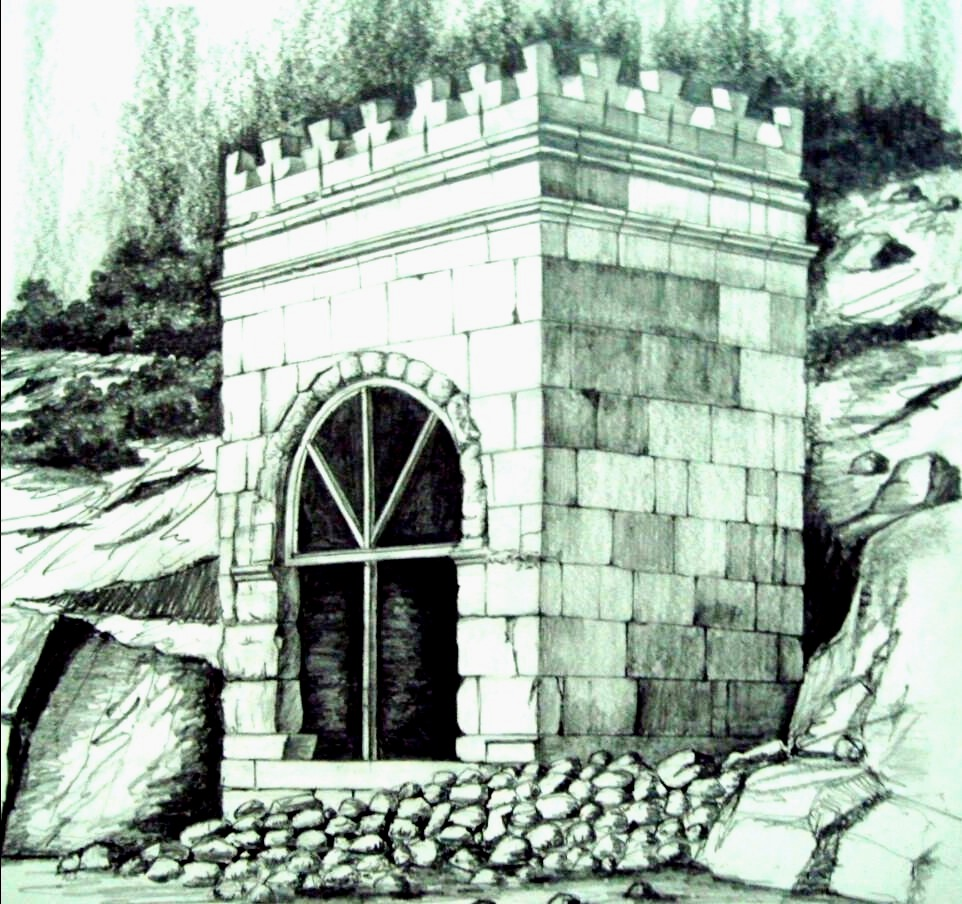
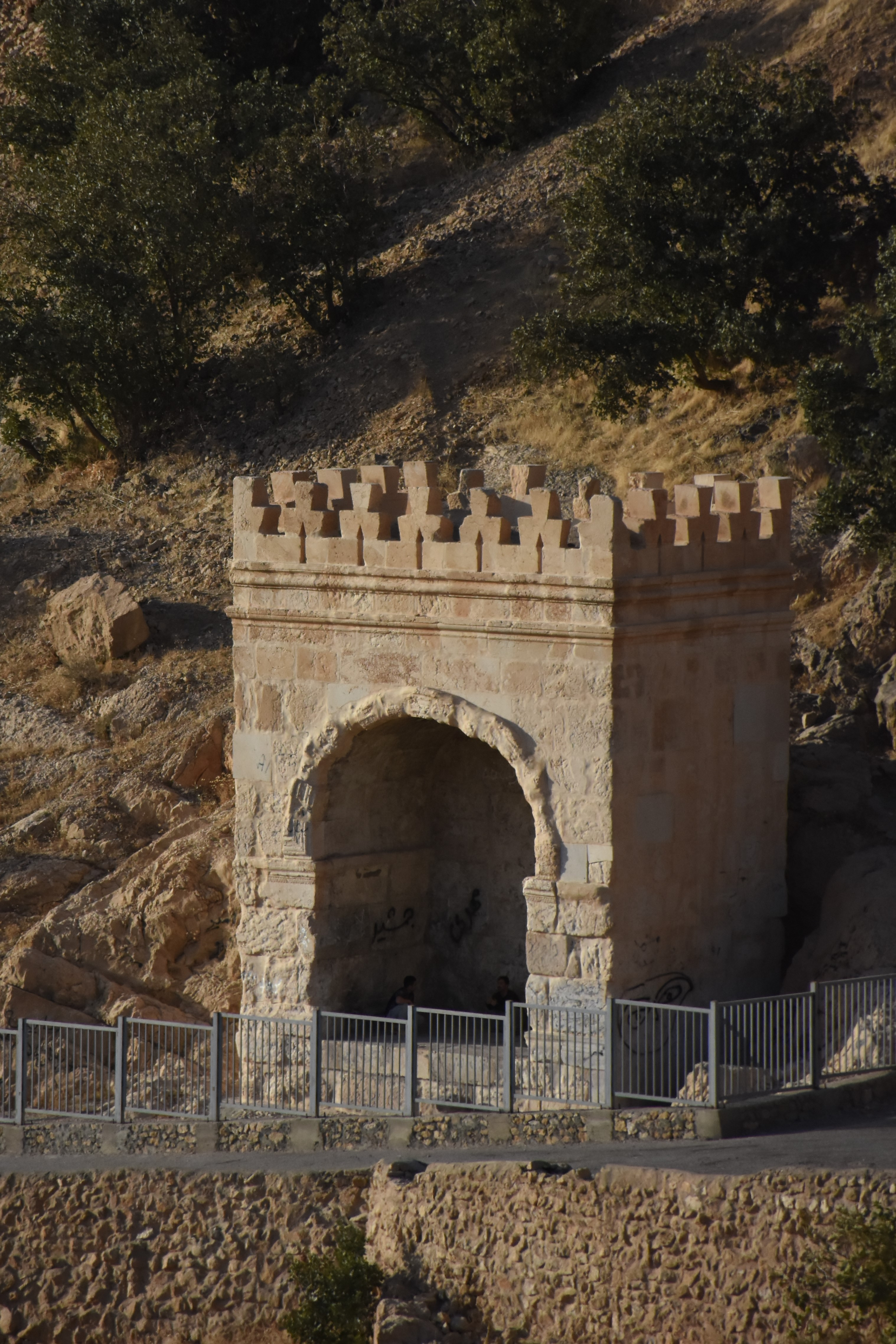
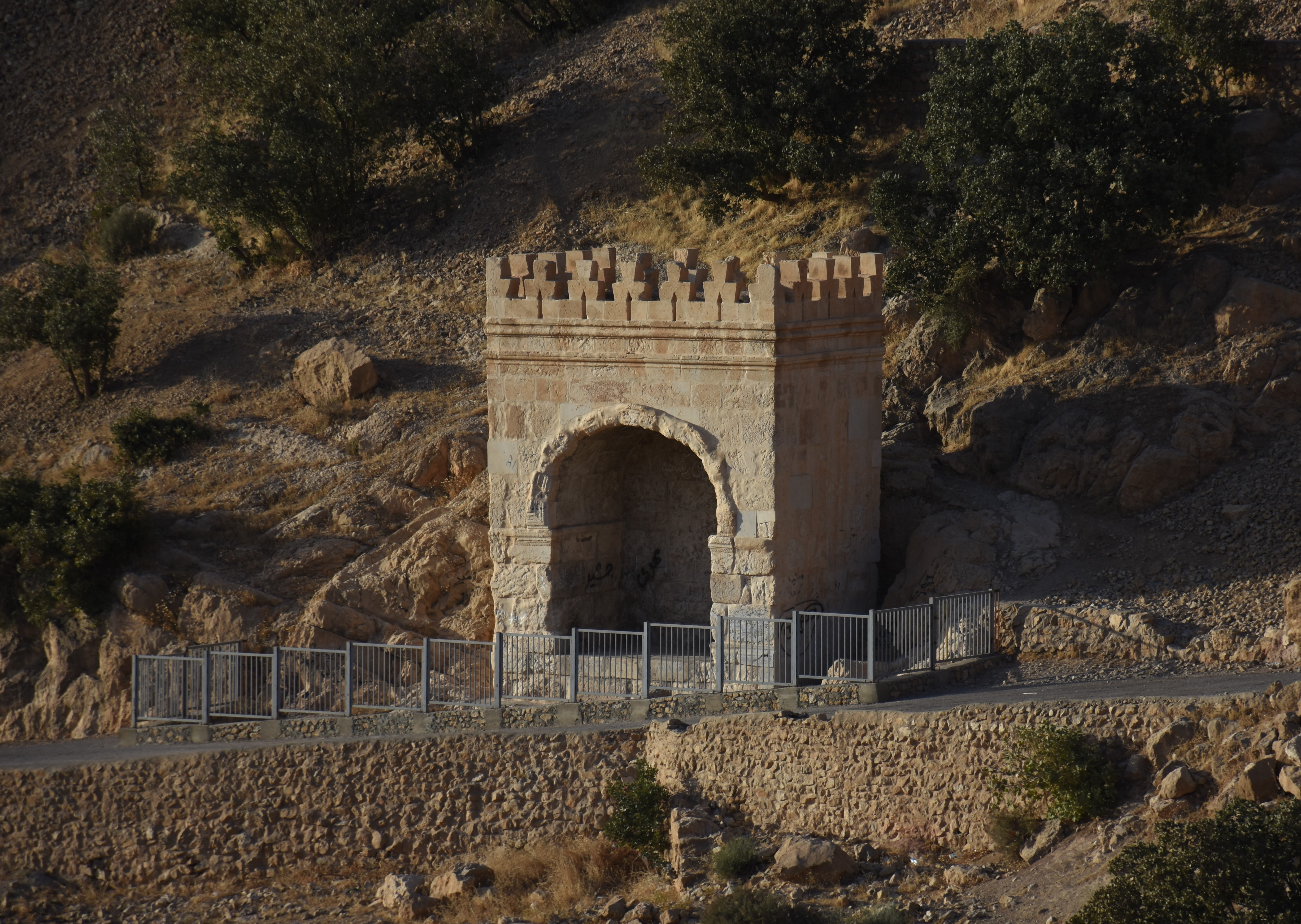
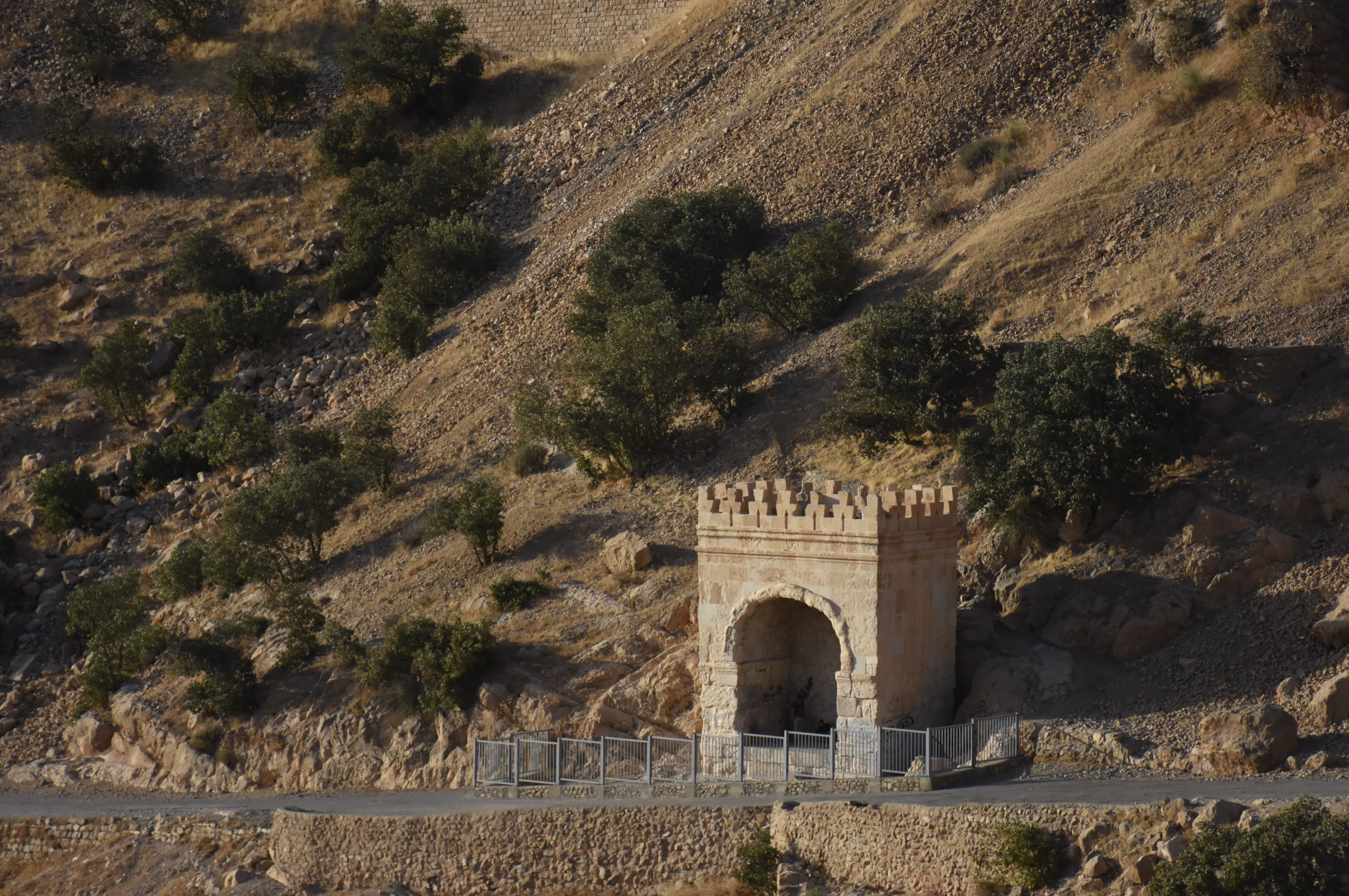
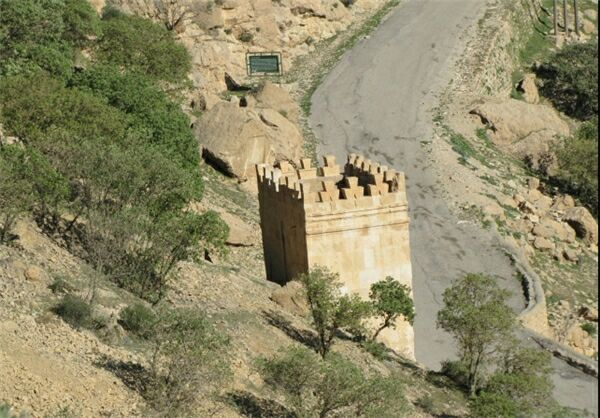
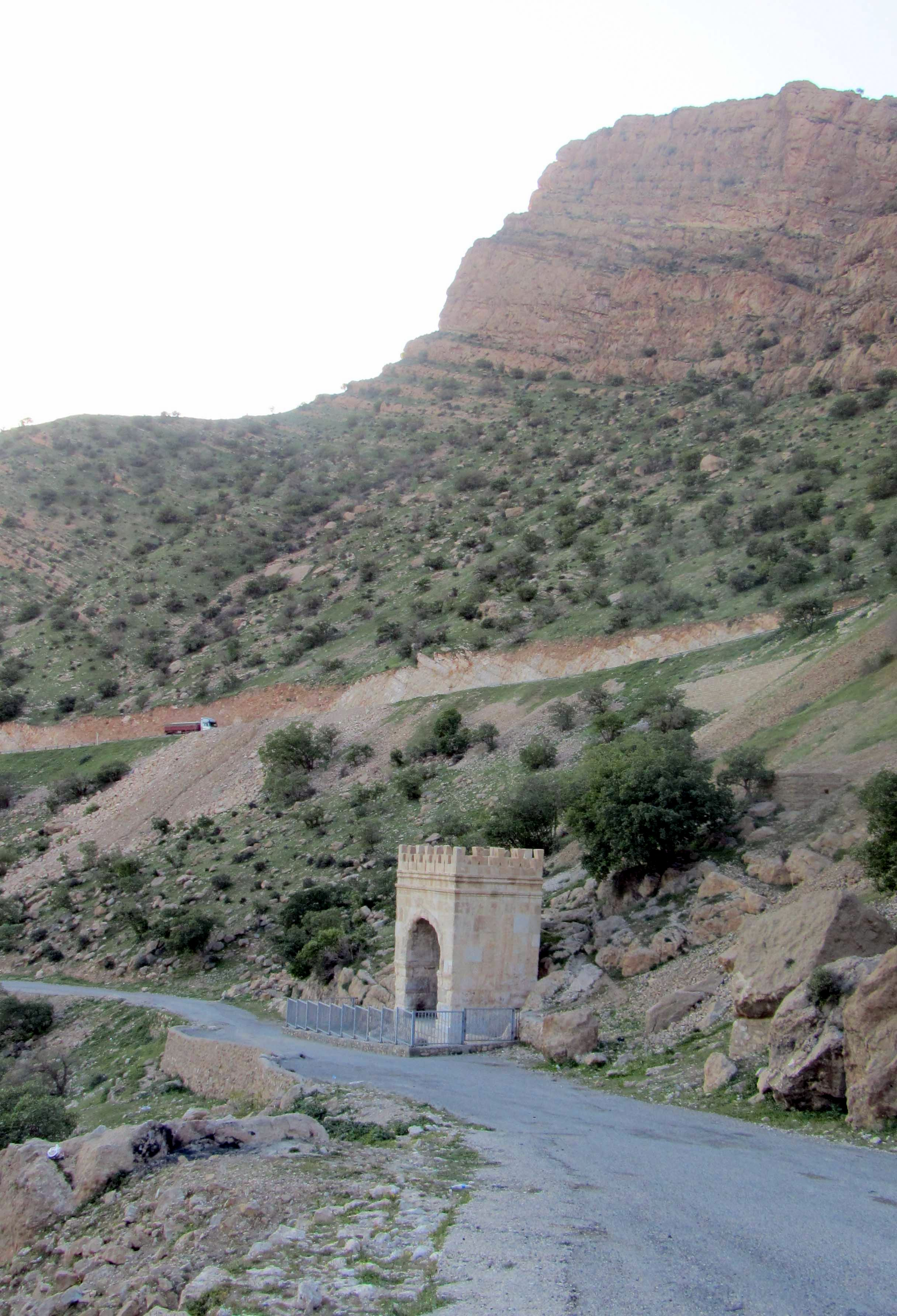
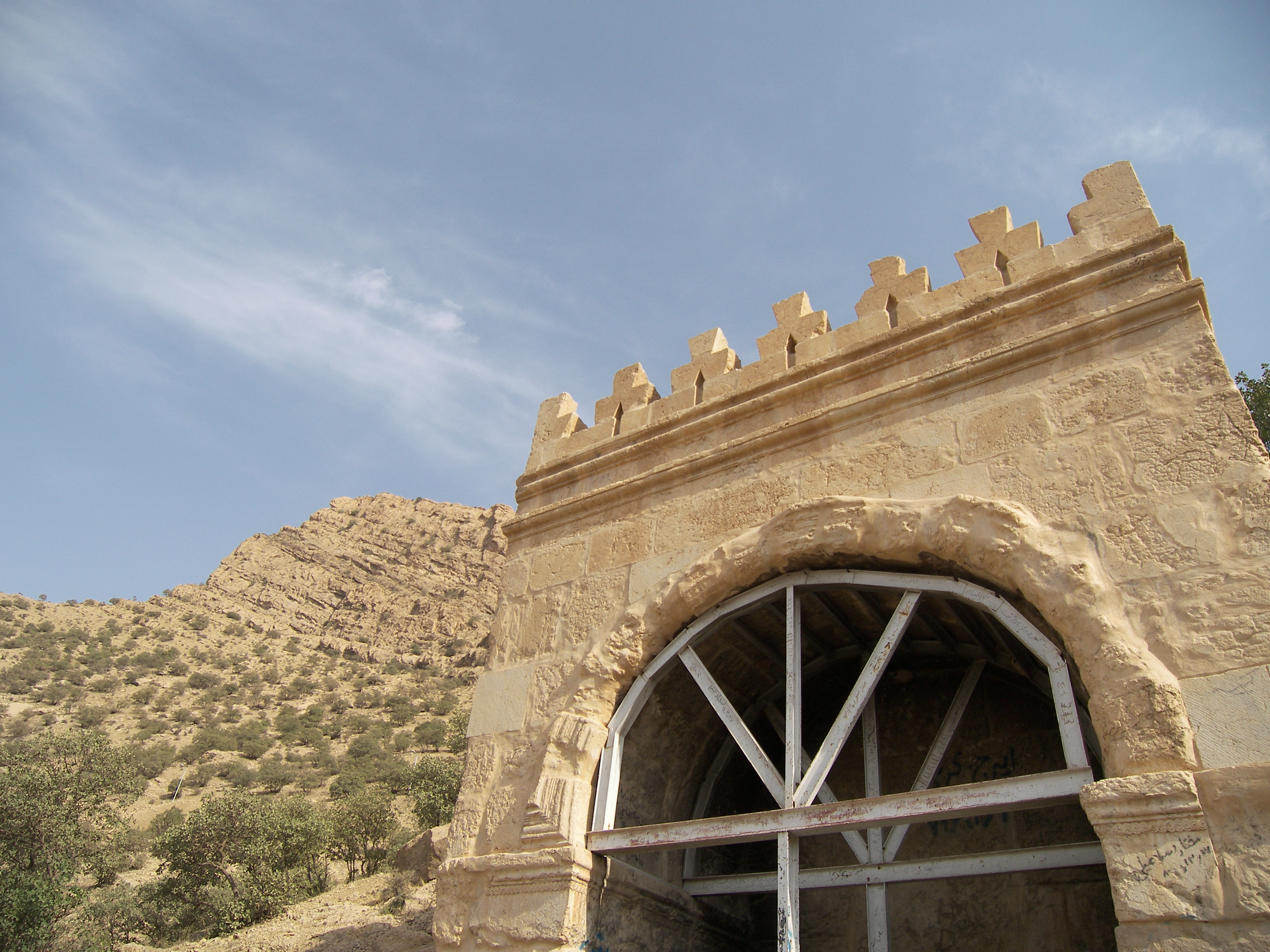
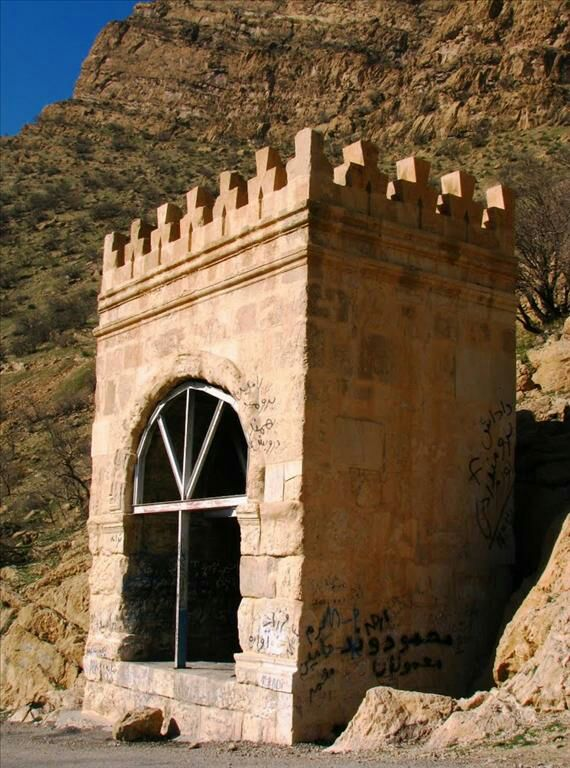
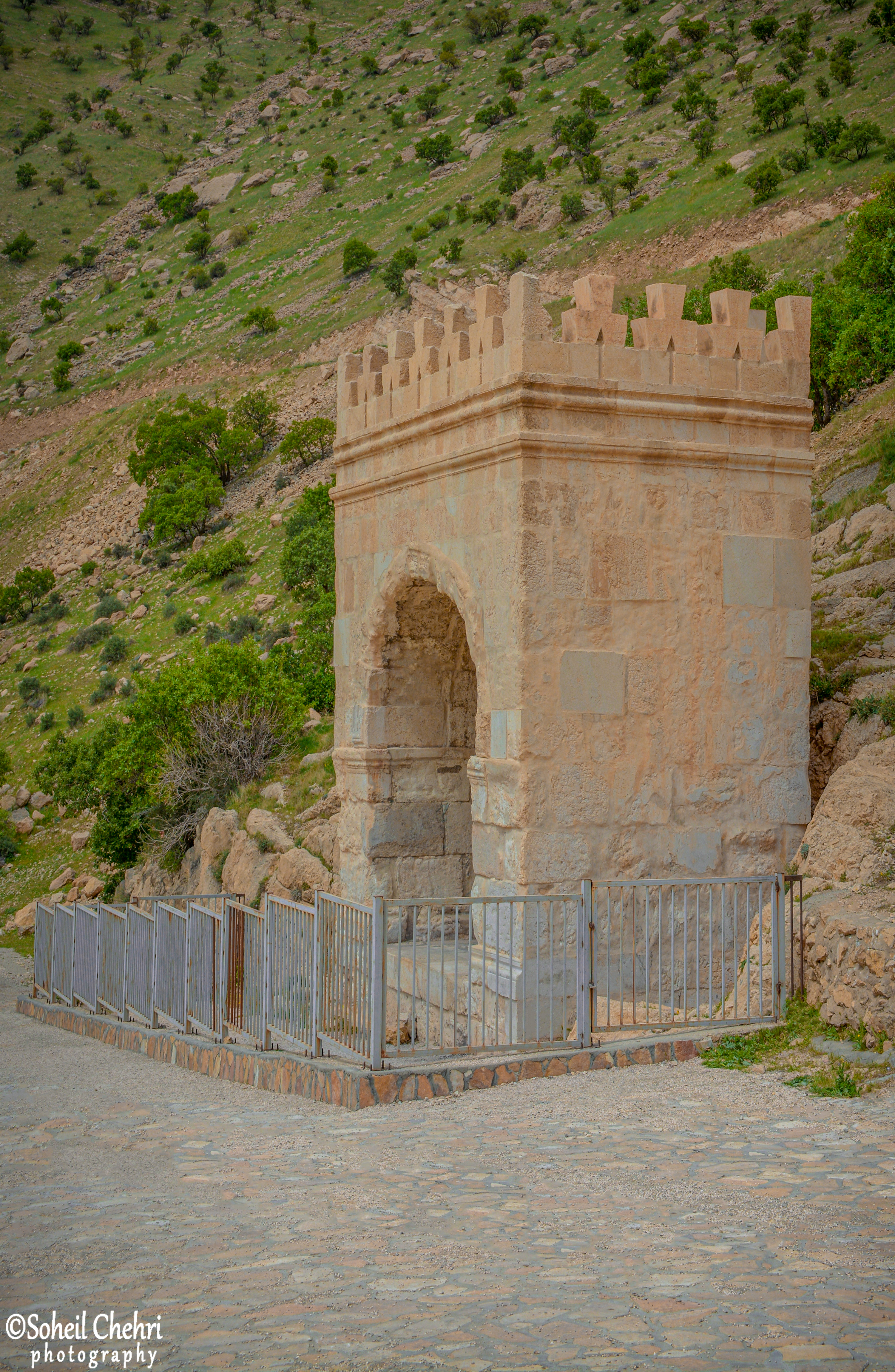